# Padern
Padern là một xã của Pháp, nằm ở tỉnh Aude trong vùng Occitanie. En languedocien, on dit Padèrn, le n ne se prononce
Người dân địa phương trong tiếng Pháp gọi là Padernais.

## Hành chính
| Danh sách các xã trưởng                |           |                 |      |         |
| Giai đoạn                              | Giai đoạn | Tên             | Đảng | Tư cách |
| tháng 3 năm 2008                       | 2014      | Denis Villermoz |      |         |
| tháng 3 năm 2001                       | 2008      | Madeleine Jayne |      |         |
| Tất cả các dữ liệu trước đây không rõ. |           |                 |      |         |

## Thông tin nhân khẩu
| 1793 | 1800 | 1806 | 1821 | 1831 | 1836 | 1841 | 1846 | 1851 |
| ---- | ---- | ---- | ---- | ---- | ---- | ---- | ---- | ---- |
| 308  | 334  | 354  | 364  | 409  | 519  | 556  | 558  | 522  |

| 1856 | 1861 | 1866 | 1872 | 1876 | 1881 | 1886 | 1891 | 1896 |
| ---- | ---- | ---- | ---- | ---- | ---- | ---- | ---- | ---- |
| 558  | 502  | 450  | 446  | 579  | 532  | 565  | 508  | 499  |

| 1901 | 1906 | 1911 | 1921 | 1926 | 1931 | 1936 | 1946 | 1954 |
| ---- | ---- | ---- | ---- | ---- | ---- | ---- | ---- | ---- |
| 429  | 447  | 452  | 428  | 389  | 414  | 442  | 411  | 378  |

| 1962                                         | 1968 | 1975 | 1982 | 1990 | 1999 | - | - | - |
| -------------------------------------------- | ---- | ---- | ---- | ---- | ---- | - | - | - |
| 381                                          | 283  | 209  | 168  | 145  | 140  | - | - | - |
| Số liệu kể từ 1962 : dân số không tính trùng |      |      |      |      |      |   |   |   |

Graphique de l'évolution de la population 1794-1999